# Chen Ding
Pour les articles homonymes, voir Chen.
Dans ce nom chinois, le nom de famille, Chen, précède le nom personnel.
Chen Ding (chinois simplifié : 陈定 ; pinyin : Chén Dìng), né le 5 août 1992 à Dali dans le Yunnan, est un athlète chinois, spécialiste de la marche, champion olympique du 20 km en 2012 à Londres et champion du monde sur la même distance en 2013 à Moscou.

## Biographie
Le 11 juillet 2008, aux Championnats du monde juniors de Bydgoszcz, et alors qu'il n'est que cadet, Chen Ding remporte la médaille d'argent en réalisant la meilleure performance mondiale cadet sur 10 000 m marche.
En 2012, la veille de ses vingt ans, il remporte la médaille d'or du 20 km marche aux Jeux Olympiques de Londres, avec un temps de 1h 18 min 46 s (nouveau record olympique), devant le Guatémaltèque Erick Barrondo et son compatriote Wang Zhen. Il est le deuxième athlète chinois masculin à remporter une médaille d'or en athlétisme aux Jeux olympiques (le premier étant Liu Xiang sur le 110 mètres haies huit ans plus tôt à Athènes).
Initialement deuxième du 20 km aux championnats du monde de Moscou en 2013 en 1 h 21 min 09 s, il est finalement sacré champion du monde après la disqualification pour dopage du Russe Aleksandr Ivanov. Deux ans plus tard, il se classe 9ème aux Mondiaux de Pékin, encore une fois sur le 20 km marche. Il perd ensuite son titre olympique à Rio en 2016, ne pouvant faire mieux qu'une 39ème place en 1 h 23 min 54 s.

### Palmarès
| Date | Compétition                     | Lieu           | Résultat | Épreuve       | Performance     |
| ---- | ------------------------------- | -------------- | -------- | ------------- | --------------- |
| 2008 | Coupe du monde de marche        | Tcheboksary    | 2e       | 10 km juniors | 40 min 12 s     |
| 2008 | Championnats du monde juniors   | Bydgoszcz      | 2e       | 10 000 m      | 39 min 47 s 20  |
| 2010 | Coupe du monde de marche        | Chihuahua      | 6e       | 20 km         | 1 h 23 min 49 s |
| 2012 | Jeux olympiques                 | Londres        | 1er      | 20 km         | 1 h 18 min 46 s |
| 2013 | Championnats du monde           | Moscou         | 1er      | 20 km         | 1 h 21 min 09 s |
| 2015 | Championnats du monde           | Pékin          | 9e       | 20 km         | 1 h 21 min 39 s |
| 2016 | Championnats du monde de marche | Rome           | 1er      | Par équipes   | 16 pts          |
| 2016 | Jeux olympiques                 | Rio de Janeiro | 39e      | 20 km marche  | 1 h 23 min 54 s |

### Records
| Épreuve      | Performance     | Lieu    | Date         |
| ------------ | --------------- | ------- | ------------ |
| 20 km marche | 1 h 17 min 40 s | Taicang | 30 mars 2012 |